# Robert Spies (Bildhauer)
Robert Spies (* 7. Mai 1886 in Sankt Petersburg; † 17. September 1914 in Juvincourt, Frankreich) war ein deutscher Maler, Grafiker und Bildhauer.

## Leben
Robert Spies war der Sohn des Kaufmanns Albert Spies (1859–1929) und der Enkel des Unternehmers Julius Robert Spies (1819–1897). 
Er besuchte zunächst eine Schule in Sankt Petersburg. Ab 1899, nach dem Umzug nach Dresden, erhielt er fortsetzenden Schulunterricht an der Dreikönigsschule und am Vitzthumschen Gymnasium. Im Jahr 1905 begann er Studien in Weimar und Florenz und von 1907 bis 1908 studierte er an der Kunstakademie Dresden bei Johannes Raphael Wehle und Robert Sterl. Im Jahr 1910 unternahm er eine Studienreise nach München und in den Kaukasus mit dem Bildhauer Sascha Schneider. Ab 1911 war Spies freischaffend im Hause der Eltern in Dresden-Wachwitz tätig. Von 1911 bis 1914 folgten Studienreisen nach Tirol, Italien, Frankreich, Paris und Berlin. Weitere Studienreisen führten ihn 1912 bis 1913 nach Südfrankreich, Spanien und Nordafrika. Er schuf einige Kleinplastiken, symbolische Bilder und Linoleumschnitte. 
Spies fiel im Ersten Weltkrieg in Frankreich. Er wurde auf dem Urnenhain Tolkewitz bestattet. Sein Grab schuf der Bildhauer Sascha Schneider.